# Florence Bell
Florence Isabel „Jane” Bell (później Walker i Doane, ur. 2 czerwca 1910 w Toronto, zm. 1 lipca 1998 w Fort Myers) – kanadyjska lekkoatletka specjalizująca się w biegach sprinterskich, złota medalistka letnich igrzysk olimpijskich w Amsterdamie (1928) w sztafecie 4 × 100 metrów.

## Sukcesy sportowe
- 1929 – dwukrotna mistrzyni Kanady, w biegu na 60 jardów przez płotki oraz w rzucie oszczepem

| Rok  | Miasto    | Zawody               | Konkurencja        | Wynik       |
| ---- | --------- | -------------------- | ------------------ | ----------- |
| 1928 | Amsterdam | igrzyska olimpijskie | sztafeta 4 × 100 m | złoty medal |

## Rekordy życiowe
- bieg na 100 metrów – 12,6 – 1928